# Sojuz TM-2
La Sojuz TM-2 fu la seconda spedizione sulla stazione spaziale sovietica Mir. Questa fu anche la prima missione con equipaggio della serie Sojuz-TM.

## Equipaggio
| Ruolo                  | Equipaggio al lancio                     | Equipaggio all'atterraggio                 |
| ---------------------- | ---------------------------------------- | ------------------------------------------ |
| Comandante             | Jurij Romanenko, Roscosmos Terzo volo    | Aleksandr Viktorenko, Roscosmos Primo volo |
| Ingegnere di volo      | Aleksandr Lavejkin, Roscosmos Primo volo | Aleksandr Lavejkin, Roscosmos Primo volo   |
| Cosmonauta Ricercatore | —                                        | Muhammed Faris, Intercosmos Primo volo     |

### Equipaggio di riserva
| Ruolo             | Equipaggio                    | Equipaggio                    |
| ----------------- | ----------------------------- | ----------------------------- |
| Comandante        | Vladimir Titov, Roscosmos     | Vladimir Titov, Roscosmos     |
| Ingegnere di volo | Aleksandr Serebrov, Roscosmos | Aleksandr Serebrov, Roscosmos |

## Missione
Jurij Romanenko rimase 326 giorni all'interno della stazione spaziale Mir. Lavejkin mostrò delle irregolarità nel battito cardiaco che ne resero necessario un rientro anticipato.
Inizialmente l'equipaggio della TM-2 restò sulla Mir e il modulo Kvant venne lanciato per attaccare automaticamente con la stazione spaziale. Kvant consisteva nel modulo stazione spaziale (11 tonnellate) e un unico vicolo basato sul FGB chiamato "il modulo servizio funzionale" (MSF) (9,6 tonnellate). Il MSF portò a termine le manovre importanti il 2 e il 5 aprile. Il 5 aprile il suo sistema di attacco Igla iniziò l'arrivo sulla porta di poppa della Mir. Gli astronauti rientrarono nella Sojuz-TM 2 di modo che avessero la possibilità di fuga nel caso in cui il modulo finisse fuori controllo. Alla distanza di circa 200 metri, il sistema Igla lasciò il blocco sulla porta di poppa della Mir. Gli astronauti guardarono dalla Sojuz TM-2 la fallita combinazione dei moduli Kvant e MSF che mancarono di 10 metri la stazione spaziale.
Kvant e il suo MSF andarono alla deriva fino a 400 km dalla Mir prima di essere riportati indietro per un secondo tentativo di attacco. Vi fu un aggancio parziale il 9 aprile. La sonda del modulo Kvant in quel caso non rientrò del tutto, impedendo così un aggancio stabile tra il modulo stesso e la Mir. I sovietici lasciarono il Kvant parzialmente agganciato mentre cercarono una soluzione. Qualsiasi tipo di manovra era impossibile in quel momento, dato che la sonda del Kvant/MSF sarebbe scivolata nel sistema frenante dell'attacco della porta di poppa della Mir, causando uno scontro fra i due attacchi.
L'11 aprile Romanenko e Lavejkin lasciarono la Mir per analizzare e, se possibile, riparare il problema con il modulo Kvant. Scoprirono un corpo estraneo all'interno dell'aggancio, probabilmente un sacco dei rifiuti che avevano espulso tra la navetta Progress 28 e l'aggancio della Mir. Controllato da terra, il Kvant estese la propria sonda, permettendo agli astronauti (in attività extraveicolare) di togliere l'oggetto estraneo e buttarlo nello spazio. Successivamente il modulo, controllato da terra, venne fatto agganciare con successo.  L'attività extraveicolare durò 3 ore e 40 minuti. Il MSF si staccò dal Kvant il 12 aprile, liberando l'aggancio di poppa per sostituirlo con l'aggancio di poppa della Mir.